# Tower Creek (Yellowstone River)
Der Tower Creek ist ein etwa 22 km langer, linker Nebenfluss des Yellowstone River im Nordwesten des US-Bundesstaates Wyoming. Er fließt auf seiner gesamten Länge durch den Yellowstone-Nationalpark. Benannt wurde der Fluss nach den vulkanischen Felsnadeln (Towers) an seinem Unterlauf.

## Verlauf
Der Tower Creek entspringt an der Nordflanke des Observation Peak in der Washburn Range im zentralen Norden des Yellowstone-Nationalparks auf einer Höhe von etwa 2715 m. Er fließt zunächst mit starkem Gefälle nach Norden, bevor er sich östlich des Cook Peak nach Nordosten wendet und eine langgestreckte Schlucht durchfließt. Zudem erhält er mit dem Carnelian Creek von rechts seinen längsten und einzigen benannten Zufluss. Der Tower Creek fließt weiter nach Nordosten, passiert den Tower Fall Campground sowie den Tower General Store und unterquert die von der Grand Loop Road überquerte Tower Creek Bridge. Unmittelbar flussabwärts fällt der Fluss über den 40 m hohen Tower Fall hinab, der eine der wichtigsten Touristendestinationen im nordöstlichen Teil des Parks darstellt und nach dem auch die nahegelegene Ortschaft Tower Junction benannt wurde. Nur rund 350 m weiter flussabwärts mündet der Tower Creek bei Devils Den im unteren Teil des Grand Canyon of the Yellowstone auf einer Höhe von 1894 m in den hier nach Nordwesten fließenden Yellowstone River. Der gesamte Flussverlauf befindet sich im Park County. Der Tower Creek Trail folgt dem Fluss vom Tower Creek Campground bis zur Einmündung des Carnelian Creek.

## Hydrologie
Der Tower Creek ist als Nebenfluss des Yellowstone River Teil des Einzugsgebietes des Missouri, der über den Mississippi in den Golf von Mexiko entwässert. Das Einzugsgebiet des Tower Creek umfasst ein Areal von etwa 118 km² und grenzt an die Einzugsgebiete von Antelope Creek im Osten, Sulphur Creek im Südosten, Cascade Creek im Süden, Gibbon River im Südwesten, Lava Creek im Westen, Lupine Creek und Blacktail Deer Creek im Nordwesten sowie Lost Creek im Norden. Der mittlere Abfluss am Pegel oberhalb des Tower Fall beträgt 1,33 m³/s, die größten Abflüsse finden sich in den Monaten Mai und Juni.

## Belege
1. ↑  Tower Creek (Yellowstone River). In: Geographic Names Information System. United States Geological Survey, United States Department of the Interior (englisch).
2. ↑  USGS 06187500 Tower Creek at Tower Falls YNP. Abgerufen am 14. Mai 2025.